# Liste von Kraftwerken in Kenia
Die Kraftwerke in Kenia werden sowohl auf einer Karte als auch in Tabellen (mit Kennzahlen) dargestellt.

## Installierte Leistung und Jahreserzeugung
Im Jahr 2016 lag Kenia bzgl. der installierten Leistung mit 2.401 MW an Stelle 109 und bzgl. der jährlichen Erzeugung mit 9,634 Mrd. kWh an Stelle 105 in der Welt. Der Elektrifizierungsgrad lag 2013 bei 20 % (60 % in den Städten und 7 % in ländlichen Gebieten).

## Karte
| Gi |

| Ka |

| Kia |

| Kindaruma |

| Kipevu I |

| Kipevu II |

| Lake Turkana |

| Masinga |

| Olkaria III |

| Sang'oro |

| Sondu-Miriu |

| Turkwel |

## Geothermiekraftwerke
| Name des Kraftwerks | Inst. Leistung (MW) | Status     |
| ------------------- | ------------------- | ---------- |
| Olkaria I           | 45                  | in Betrieb |
| Olkaria II          | 70                  | in Betrieb |
| Olkaria III         | 48                  | in Betrieb |

## Kalorische Kraftwerke
| Name des Kraftwerks | Inst. Leistung (MW) | Brennstoff | Status     |
| ------------------- | ------------------- | ---------- | ---------- |
| Kipevu I            | 60                  | Erdgas     | in Betrieb |
| Kipevu II           | 73,5                | Diesel     | in Betrieb |

## Wasserkraftwerke
| Name des Kraftwerks | Inst. Leistung (MW) | Status     |
| ------------------- | ------------------- | ---------- |
| Gitaru              | 225                 | in Betrieb |
| Kamburu             | 94,2                | in Betrieb |
| Kiambere            | 168                 | in Betrieb |
| Kindaruma           | 72                  | in Betrieb |
| Masinga             | 40                  | in Betrieb |
| Sang'oro            | 20                  | in Betrieb |
| Sondu-Miriu         | 60                  | in Betrieb |
| Turkwel             | 107,4               | in Betrieb |

## Windenergieanlagen
In Kenia waren Ende 2024 Windkraftanlagen (WKA) mit einer Gesamtleistung von 425 MW in Betrieb, unverändert gegenüber 2023. 2019 und unverändert Ende 2020 waren es 338 MW gewesen.
| Name des Windparks | Inst. Leistung (MW) | Anlagen | Status     |
| ------------------ | ------------------- | ------- | ---------- |
| Lake Turkana       | 310                 | 365     | In Betrieb |
| Ngong              | 13,5                |         | in Betrieb |
| Kipeto             | 100                 | 60      | in Betrieb |